# 1812年美國總統選舉
1812年美國總統選舉（1812 United States presidential election）是美國第7屆總統選舉，由時任民主共和黨總統詹姆斯·麥迪遜對上聯邦黨支持的迪威特·柯林頓。最終麥迪遜以50.4%的得票率成功連任。